# قائمة أشخاص ارتبطت أسماؤهم بتقنية سلسلة الكتل
هذه قائمة أشخاص ارتبطت أسماؤهم في تقنية سلسلة الكتل، والعملات المعماة:
| ت  | الاسم               | المهنة         | معلومات أخرى                                                                                                   |
| -- | ------------------- | -------------- | --- |
| 1  | غافن أندريسن        | مطور بيتكوين   | |
| 2  | أندرياس أنتونوبولوس | مؤلف           | |
| 3  | جيريمي ألير         | مؤسس شركة      | الرئيس التنفيذي ومؤسس شركة سيركل ورئيس مجلس إدارة برايتكوف                                                     |
| 4  | بريان بيليندورف     | مدير تنفيذي    | المدير التنفيذي لمشروع هايبرليدجر                                                                              |
| 5  | براندان بلامر       | رئيس تنفيذي    | الرئيس التنفيذي لشركة بلاك.ون                                                                                  |
| 6  | فيتاليك بوتيرين     | مؤسس           | مؤسس إيثريوم                                                                                                   |
| 7  | آدم باك             | مطور           | مؤسس هاش كاش والرئيس التنفيذي لشركة بلوك ستريم                                                                 |
| 8  | وينسي كاساريس       |                | الرئيس التنفيذي لشركة Xapo                                                                                     |
| 9  | ديفيد تشوم          | عالم حاسوب     | عالم حاسوب وعالم التشفير ورائد سلاسل الكتل.                                                                    |
| 10 | وي داي              | مبتكر بي-موني  | ألهم ساتوشي ناكاموتو لإنشاء البيتكوين                                                                          |
| 11 | هال فيني            |                | متلقي أول معاملة بيتكوين                                                                                       |
| 12 | توني جاليبي         | مؤسس           | مؤسس بت باي ، مزود خدمة دفع عالمي للبيتكوين ومقره في أتلانتا، جورجيا                                           |
| 13 | تشارلز هوسكينسون    | مؤسس مشارك     | المؤسس المشارك لـ إيثريوم ومؤسس عملة وشبكة كاردانو                                                             |
| 14 | روجا إجناتوفا       | مؤسس           | مؤسس ون كوين                                                                                                   |
| 15 | ديف كليمان          |                | مرتبط كريغ رايت                                                                                                |
| 16 | كوفي غنفي           | مؤسس مشارك     | المؤسس المشارك لـ مازوما                                                                                       |
| 17 | كريس لارسن          | رئيس تنفيذي    | الرئيس التنفيذي لشركة ريبل                                                                                     |
| 18 | بلايث ماسترز        | رئيس تنفيذي    | الرئيس التنفيذي لشركة Digital Asset Holdings                                                                   |
| 19 | ساتوشي ناكاموتو     | مؤسس البيتكوين | الاسم المستخدم من قبل شخص مجهول أو مجموعة أشخاص صمموا البيتكوين                                                |
| 20 | نيي أوساي ديد       | مؤسس مشارك     | المؤسس المشارك لشركة مازوما                                                                                    |
| 21 | أمين غون سيرر       | أستاذ          | الأستاذ في جامعة كورنيل، مكرس لبناء ودراسة أنظمة الند للند ودراستها                                            |
| 22 | خورخي ستولفي        | أستاذ          | الأستاذ البرازيلي بجامعة كامبيناس، المتشكك في العملات المشفرة                                                  |
| 23 | نيك زابو            | عالم           | عالم حاسوب وعالم تشفير وباحث لقانوني، معروف بأبحاثه في العقود والعملات الرقمية.                                |
| 24 | أليكس تابسكوت       | مؤلف           | ، مؤلف مشارك لكتاد "ثورة سلسلة الكتل"، والرئيس التنفيذي ومؤسس Northwest Passage Ventures.                      |
| 25 | دون تابسكوت         | مؤلف           | مؤلف مشارك لكتاب "ثورة سلسلة الكتل"، والرئيس التنفيذي لمجموعة Tapscott، والمؤسس المشارك لمعهد أبحاث سلسل الكتل |
| 26 | روجر فير            | مؤسس مشارك     | المؤسس المشارك لمؤسسة بيتكوين، ومروج لـبيتكوين كاش.                                                            |
| 27 | زيكو ويلكوكس        | عالم           | مبتكر العملة المعماة زيكاش                                                                                     |
| 28 | غافن وود            | مؤسس مشارك     | المؤسس المشارك لشركة إيثريوم                                                                                   |
| 29 | جيهان وو            | مؤسس مشارك     | الشريك المؤسس لشركة بتماين                                                                                     |
| 30 | مكري زان            | مؤسس مشارك     | المؤسس المشارك لشركة بتماين                                                                                    |
| 31 | تشانغبينج تشاو      | مؤسس           | مؤسس منصة بينانس.                                                                                              |

## أنظر أيضا
- سلسلة الكتل
- بيتكوين
- قائمة شركات البيتكوين